# Reykjanesrücken

Lage des Reykjanesrücken zwischen Irminger- und Island-Becken, nördlich von Island setzt sich der mittelatlantische Rücken im Kolbeinseyrücken fort

Reykjanesrücken (benannt nach dem isländischen Kap Reykjanes auf der Halbinsel Reykjanesskagi) ist die Fachbezeichnung für den nordöstlichen Teil des Mittelatlantischen Rückens zwischen der Charlie-Gibbs-Bruchzone bei etwa 53° 0′ N, 35° 0′ W, wo der Rücken nach Nordosten abknickt, und Island. Er trennt das zum Labradorbecken gehörende Irmingerbecken vom östlich liegenden Islandbecken. Sein Kamm bildet die Ostgrenze der Irmingersee, die zum Nordwestatlantik gehört.

Submariner Vulkanausbruch, Schemazeichnung mit Erläuterungen

Die vulkanische Aktivität auf diesem submarinen Rücken ist ziemlich hoch. So kommt es, dass hier auch immer wieder bei Vulkanausbrüchen Inseln entstehen, die aber in der Mehrzahl bald wieder vom Meer erodiert werden. Manche bestehen jedoch auch längere Zeit wie im Falle von Eldey.
Im Jahre 2007 wurde hier von einem internationalen Wissenschaftlerteam der Seamount Njörður entdeckt.